# Steven Edwards (Fußballspieler)
Steven Edwards (* 15. Januar 1991 in Breda, Nordbrabant) ist ein niederländischer Fußballspieler, der seit der Saison 2013/14 beim Zweitligisten Achilles ’29 aus Groesbeek unter Vertrag steht.

## Karriere
Edwards gehörte seit 2010 zwar zum Eredivisie-Kader von NAC Breda, spielte jedoch regelmäßig in der Nachwuchsmannschaft Jong NAC. Sein Debüt in der ersten Elf gab er im KNVB-Pokalspiel gegen HBS Craeyenhout am 31. Oktober 2012, als er in der elften Spielminute für Routinier Kees Luijckx aufs Feld geschickt wurde. Zu Ende der Saison 2012/13 kam er in der Ehrendivision zu zwei Kurzeinsätzen durch Einwechslungen – am 10. April 2013 in der 88. Minute gegen N.E.C. aus Nijmegen und am 5. Mai 2013 in der 89. Minute gegen Roda JC Kerkrade, jeweils für Anthony Lurling. Jeffrey van As, Technischer Direktor von NAC, bescheinigte Edwards zwar das Talent, einmal in der ersten Mannschaft von Breda spielen zu können, doch Edwards’ Vertrag, der zum 30. Juni 2013 auslief, wurde nicht verlängert.
Zur Saison 2013/14 wechselte der Abwehrspieler zum Zweitligaaufsteiger und einzigen Amateurverein in der Eerste divisie, Achilles ’29. Edwards wird hier bevorzugt im defensiven Mittelfeld oder als linker Außenverteidiger eingesetzt und avancierte bereits in seiner ersten Saison zum Stammspieler (33 von 38 möglichen Einsätzen). Achilles ’29 wurde am Saisonende Zwanzigster und damit Letzter, stieg jedoch nicht ab, da es nach einer Neuordnung der Eerste divisie zwei Jahre lang keinen Absteiger gab. Edwards’ Vertrag wurde für ein Jahr verlängert und er blieb auch in der Saison 2014/15 Stammspieler der Zweitligaelf.

## Stationen
- NAC Breda (2010–2013, Eredivisie: 2 Einsätze/0 Tore; KNVB-Pokal: 1 Einsatz/0 Tore)
- Achilles ’29 (seit 2013, Eerste divisie: 62 Einsätze/4 Tore; KNVB-Pokal: 1 Einsatz/kein Tor)

Stand: 17. April 2015